# Arnautsmolen
De Arnautsmolen is een watermolen op de Velpe in Kersbeek-Miskom.
Oorspronkelijk, al reeds in de 14e eeuw, was de molen een korenmolen. Nadat ze jaren buiten gebruik was, levert de molen via een nieuw geplaatst waterrad in 2025 elektriciteit. Bij voldoende debiet in de Velpe voldoende voor zes huisgezinnen.